# محمدتقی میرزا حسام‌السلطنه

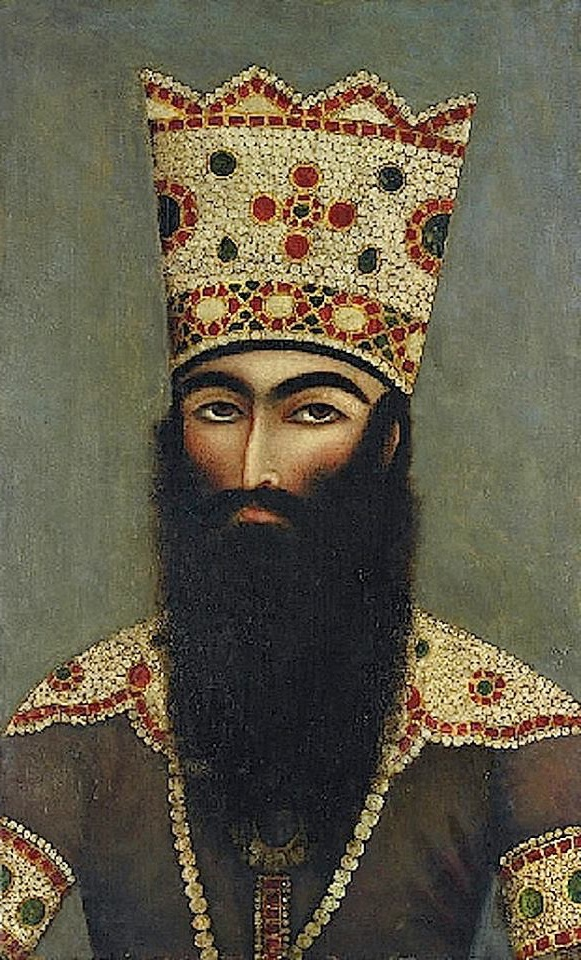
محمدتقی میرزا حسام‌السلطنه

شاهزاده محمدتقی میرزا حسام‌السلطنه (۱۲۰۶ ه‍.ق – ۱۲۷۸ ه‍.ق) معروف به حسام‌السلطنه و ملقب به پادشاه و کدخدای عراق عجم یکی از شاهزادگان قاجار بود. حسام‌السلطنه فرزند هفتم فتحعلی‌شاه قاجار و زینب خانم بود و در بیشتر سال‌های حکومتش حاکم ولایت بروجرد و مضافات آن بود. در سال ۱۲۴۲ ه‍.ق به حکومت بروجرد، لرستان و خوزستان رسید و بروجرد را مقر حکومت خود قرار داد. وی در طول حکمرانی خود، در آبادانی و عمران بروجرد بسیار کوشید.

## زندگی شخصی
محمدتقی میرزا در ۶ صفر سال ۱۲۰۶ هجری قمری به دنیا آمد. وی هفتمین فرزند فتحعلی‌شاه بود. مادرش زینب خانم (بی‌بی زینب) کیان ارثی (کیانرسی) دختر حبیب الله خان چهارلنگ کیانرسی و خواهر علی خان (پدر محمد تقی خان بختیاری جهارلنگ کیانرسی) بود. در هفت سالگی به همراه عموی خود حسینقلی خان قاجار که به تازگی به حکومت کاشان گماشته شده بود به آن شهر رفت و چند سال با وی زندگی کرد. حسین قلی‌خان در سال ۱۲۱۶ ه‍.ق علیه فتحعلی‌شاه شورش کرد و از وجود حسام‌السلطنه نیز بهره برد. در نهایت حسینقلی‌خان در قم به حرم فاطمه معصومه پناه برد ولی فتحعلی‌شاه با ورود به قم وی را دستگیر و کور کرد. به این ترتیب محمدتقی میرزا مجدداً به نزد پدر خود بازگشت. وی با ماهچه‌بیگم آغا، دختر حسینقلی‌خان دنبلی ازدواج کرد.
از حسام‌السلطنه هجده فرزند بر جای ماند که شامل چهارده پسر و چهار دختر می‌شد. اورنگ‌زیب میرزا، از فرزندان وی شاگرد سید جعفر کشفی بود. مشهورترین فرزند حسام‌السلطنه، ابوالحسن‌میرزا ملقب به شیخ‌الرئیس قاجار از انقلابیون مشروطه‌خواه فرزند دیگر حسام‌السلطنه بود. برخی از فرزندان وی و بازماندگان آن‌ها در بروجرد ساکن شده‌اند. کامران میرزا یکی از فرزندان وی در بروجرد در اثر بیماری وبا درگذشت (پیش از سال ۱۲۵۰ ه‍.ق).
محمدتقی میرزا حسام‌السلطنه (۶ صفر ۱۲۰۶- پس از ۱۲۶۴ هجری قمری) شاهزاده قاجار و پسر فتحعلی شاه
در هجده سالگی به حکومت بروجرد و چاپلق و سیلاخور رسید و در این سمت جنگ‌ها و زد و خوردهای فروانی با محمدحسین میرزا حشمت‌الدوله پسر محمدعلی میرزا دولتشاه داشت. در این منازعات شاهزاده شیخعلی میرزا حاکم ملایر و شاهزاده محمودمیرزا حاکم نهاوند با حشمت‌الدوله هم‌پیمان بودند.
در سال ۱۲۵۰ هـ. ق که فتحعلی شاه برای وصول مالیات چهارساله فارس به اصفهان رفته بود، حسام‌السلطنه را مأمور کرد تا به همراه فرمانفرما که به استقبال پدرش به اصفهان آمده بود، به شیراز بروند و وجوه مالیاتی را دریافت کنند؛ ولی با مرگ فتحعلی شاه در اصفهان این مأموریت ناتمام ماند.
پس از مرگ فتحعلی شاه، حسام‌السلطنه از محمدشاه فرمانبرداری نکرد و به دستور او به همراه باقی برادرانش که مخالف به سلطنت رسیدن محمدشاه بودند دستگیر و در قلعه اردبیل زندانی شد. پس از فرار چهارنفر از شاهزادگان (از جمله ظل‌السلطان و رکن‌الدوله) او به همراه شاهزادگان باقی‌مانده به تبریز برده شد. پس از مرگ محمدشاه، حسام‌السلطنه و شجاع‌السلطنه در مراسمی که به مناسبت جلوس ناصرالدین شاه در ۱۴ شوال ۱۲۶۴ در تبریز منعقد شده بود، شرکت جستند و مورد عفو شاه قرار گرفتند. پس از جلوس ناصرالدین شاه در تهران هر دو برادر به تهران خوانده شدند و اجازه .داده شد تا هر درخواستی دارند به شاه عرض کنند. حسام‌السلطنه درخواست کرد در مشهد اقامت گزیند و اجازه یافت ولی پیش از آنکه عازم شود در تهران درگذشت.

## حکومت
حسام السلطنه حکومت بروجرد و نواحی مجاور آن را از سوی فتلحعلی شاه دریافت کرد. در سال ۱۲۲۴ ه.ف. محمدتقی‌میرزا حسام‌السلطنه به حکومت بروجرد، جاپلق و سیلاخور منصوب شد. چهار سال بعد به فرمان فتحعلی شاه به عنوان پیش‌قراول اردوی شاه به آذربایجان رفت و در جنگ ایران و روس در جبهه گرجستان و قفقاز رشادت‌های بسیاری انجام داد و لقب حسام السلطنه بدین وسیله به وی اعطا شد. اسدخان بختیاروند خان هفت لنگ بختیاری از بدرفتاری حسام السلطنه با طوایف بختیاری رنجیده شد و سر به شورش برداشت و با قوای حکومتی درگیریهای فراوانی داشت. فتحعلی شاه در پاسخ به این وضعیت، فرزند دیگرش دولتشاه را به حکومت بختیاری گمارد و دولتشاه با کمک حسام السلطنه در ۱۲۳۲ ه‍.ق اسدخان را محاصره و دستگیر کردند. یک سال بعد نیز به فرمان فتحعلیشاه، حسام السلطنه به خراسان رفت و محمدرحیم‌خان اورگنجی، حکمران ازبک خیوه را که به خراسان هجوم آورده بود فراری داد.
در سالهای بعد حسام السلطنه در حکومت بروجرد، سیلاخور و جاپلق باقی‌ماند. در این زمان برادر حسام السلطنه، محمودمیرزا حاکم نهاوند و لرستان و خوزستان، بود اما به دلیل اهمال وی، نواحی لرستان و خوزستان از تسلط حکومت مرکزی خارج شده بودند. در سال ۱۲۴۲ ه‍.ق محمدتقی میرزا با تقدیم یکصد و بیست هزار تومان پیشکش به دربار و با گلایه از سهل انگاری محمودمیرزا، باعث شد تا علاوه بر حکومت بروجردی، حکمرانی ولایت‌های لرستان و خوزستان نیز به وی سپرده شود و به این ترتیب حکمرانی بروجرد، لرستان و خوزستان ایجاد شد و بروجرد مقر حکومتی این ناحیه شد و یک سال بعد نیز لقب حسام‌السلطنه از سوی دربار به وی اهدا شد.
بین سالهای ۱۲۴۶ تا ۱۲۴۸ قمری درگیری‌هایی بین حسام السلطنه حاکم بروجرد با محمدحسین میرزا حشمت‌الدوله، فرزند محمدعلی‌میرزا دولتشاه حاکم کرمانشاه درگرفت. حشمت‌الدوله، با اهدای مبالغی به دربار تهران و جلب رضایت آنها، به تصرف لرستان و به قلعه خرم‌آباد وارد شد. حسام‌السلطنه برای مبارزه با حشمت‌الدوله عازم کرمانشاه شد اما همزمان شیخعلی‌میرزا برادر حسام السلطنه که حکمران ملایر و تویسرکان بود، در حمایت از حشمت‌الدوله، به بروجرد تاخت و خانواده حسام‌السلطنه را محاصره کرد. حسام‌السلطنه به ناچار به بروجرد بازگشت و شیخعلی‌میرزا را شکست داد. حسام السلطنه در محرّم ۱۲۴۶ برای سرکوب حشمت‌الدوله به خرّم‌آباد رفت اما شکست خورد و ناکام به بروجرد بازگشت. فتحعلی‌شاه، حسام‌السلطنه و محمدحسین‌میرزا و شیخعلی‌میرزا را احضار کرد و با وساطت بین آن‌ها، دستور داد تا حشمت‌الدوله خسارات وارد بر حسام‌السلطنه را جبران نماید. با گذشت یک سال و عدم پرداخت غرامت، مجدداً حسام‌السلطنه به خرّم‌آباد حمله کرد و قلعه آن شهر را که در اختیار نصراللّه‌میرزا بود محاصره کرد. از سوی دیگر، حشمت‌الدوله با سپاه خود از کرمانشاه به بروجرد تاخت و حسام‌السلطنه به ناچار در محرّم ۱۲۴۸ از محاصره قلعه خرّم‌آباد دست برداشت و به بروجرد بازگشت. طی نبردهای متعددی که صورت گرفت، حسام السلطنه بخش زیادی از نیروهایش را از دست داد و ۴۵ روز در بروجرد در محاصره حشمت‌الدوله قرار گرفت. سرانجام فتحعلی‌شاه، غلامحسین‌خان سپهدار را به عنوان حاکم ولایت بروجرد به آن شهر گسیل کرد تا ضمن منع حشمت‌الدوله از ادامه محاصره، حسام‌السلطنه را به تهران بفرستد. هرچند حسام السطلنه چهار ماه بعد مجدداً به حکومت بروجرد بازگشت اما مدت زیادی دوام نیاورد و سرانجام به تهران بازگشت.
در سال ۱۲۵۰ ه‍.ق با فتحعلی شاه عازم فارس شد ولی شاه در میانه راه درگذشت. با موافقت حسینعلی میرزا فرمانفرما فرزند فتحعلی‌شاه که مدعی حکومت بود مجدداً به حکومت بروجرد بازگشت اما با به سلطنت رسیدن محمدشاه، حسام‌السلطنه از فرمانفرما فاصله گرفت و راهی تهران شد. وی در تهران تحت نظر بود و یک سال بعد همراه با سایر شاهزادگان، به منظور جلوگیری از شورش به اردبیل و سپس به تبریز فرستاده شد. با فوت محمدشاه و به سلطنت رسیدن ناصرالدین‌شاه، وی مجدداً مورد توجه قرار گرفت و حکومت خراسان به وی سپرده شد. وی به سال ۱۲۷۸ ه‍.ق اندکی پس از ورود به مشهد درگذشت و در توحیدخانهٔ حرم علی بن موسی الرضا دفن شد.

## فرزندان و نوادگان
ماهچه‌بیگم آغا دختر حسینقلی‌خان دنبلی (داماد ابراهیم خلیل جوانشیر) و دختر حاج ابراهیم خان کلانتر اعتمادالدوله شیرازی همسران عقدی شاهزاده محمدتقی میرزا حسام‌السلطنه بودند. وی از چندین همسر دارای ۱۸ پسر و ۱۶ دختر بود، از جمله شاهزادگان:
- ابوالفتح میرزا، پسر ارشد، متولد شهر بروجرد و مادرش نیز دختر حاج ابراهیم خان کلانتر بود. او در جنگ های داخلی پدرش شرکت میکرده، در ابتدا حاکم جاپلق و بربرود بود و بعد ها نیز والی شوشتر، ایذه و بختیاری شد. ابوالفتح میرزا دارای پنج فرزند پسر به نام های: ابونصر میرزا، ابراهیم میرزا، اسماعیل میرزا، مرتضی میرزا و مصطفی میرزا بوده است. نام خانوادگی نوادگان ابوالفتح میرزا به احترام جد بزرگوارشان، حسامی، فتح حسامی و حسامی قاجار است.
- شجاع الملک میرزا، پسر دوم و متولد شهر بروجرد بوده است. شجاع‌الملک میرزا برادر بطنی ابوالفتح میرزاست و در جوانی والی دزفول و مضافات آن بود. او با دختر عمه خود(فرزند مریم خانم قاجار و الله‌یار خان آصف‌الدوله) ازدواج کرد. مریم خانم قاجار خواهر بطنی محمدتقی میرزا حسام‌السلطنه و دختر پنجم فتحعلیشاه قاجار بود. شجاع‌الملک میرزا دارای چهار فرزند پسر به نام های سلطان‌محمد میرزا، ابوالحسن میرزا، نجف‌علی میرزا و محمدباقر میرزا بوده است. نام خانوادگی نوادگان شجاع‌الملک میرزا به احترام جد بزرگوارشان، حسامی است.
- اورنگ‌زیب میرزا (زیب العلماء)‌، پسر سوم، متولد شهر بروجرد و مادرش نیز از ترکمانان بوده است. وی که شاگرد سید جعفر کشفی بوده، دو فرزند پسر به نام های کمال‌الدین میرزا و جمال‌الدین میرزا داشته است. اورنگ‌زیب میرزا با تخلص "حسامی" شعر می‌سروده، همچنین دو جلد کتاب تالیف کرده و از علمای مذهبی به شمار میرفته است.
- ابوسعید میرزا، پسر چهارم و متولد بروجرد بوده و یک پسر به نام ابوطالب میرزا داشته است.
- طهمورث میرزا، پسر پنجم و متولد شهر بروجرد بوده است. کتاب «تاریخ ذوالقرنین» اثر میرزا فضل الله خاوری شیرازی، او را اینگونه توصیف کرده است: "این جوان بسیار مقدس است و میل دیدارش، در دل بسیار کس". در کتاب «مرآت‌البلدان» اثر محمدحسن اعتمادالسلطنه، در مورد طهمورث میرزا این چنین آمده که: "خمه بالا ملک طهمورث میرزا پسر مرحوم محمدتقی میرزاست". از طهمورث میرزا و برادرش امیرشیخ میرزا در کتاب «چهل سال تاریخ ایران» اثر ایرج افشار به عنوان شاهزادگان دوره ناصرالدین شاه، نام برده شده است. در کتاب «رسائل» اثر محمدباقر شریف طباطبایی که از علمای شیعه بوده، مکالماتی بین نویسنده و طهمورث میرزا نقل شده است. طهمورث میرزا دارای سه فرزند پسر و یک دختر به نام های: محسن میرزا، سرتیپ محمدحسن میرزا، محمدحسین میرزا و آغاشاهزاده خانم(همسر کریم خان سرلک) بوده است. سرتیپ محمدحسن میرزا به همراه پسرش سلطان یوسف میرزا و دیگر عموزادگانش از جمله شاهزادگانی هستند که نامشان در کتاب "سفرنامه ناصرالدین شاه قاجار به عراق عجم (بلاد مرکزی ایران)" آمده است و در شهر بروجرد با پادشاه زمان خود ملاقات داشتند. ناصرالدین شاه قاجار به محمدحسن میرزا که پدرانشان پسرعموی همدیگر بودند، بسیار علاقه‌مند بوده و در فرمانی تاریخی با مهر وامضای سلطنتی، محمدحسن میرزا را به درجه نظامی سرتیپ دوم منتسب میکند. همچنین در کتاب «خاطرات و ملاحظات» سیدعلی‌محمد دولت‌آبادی در هنگام عبور او و همراهانش از خمه، داستان هیجان انگیزی از سه تن از فرزندان محمدحسین میرزا، شاهزادگان: منوچهر میرزا، مجید میرزا و حمید میرزا بیان شده است. نام خانوادگی نوادگان طهمورث میرزا به احترام جد بزرگوارشان، حسامی است.
- امیرتیمور میرزا، پسر ششم و متولد شهر بروجرد بوده است. مادرش ماهچه‌بیگم آغا دختر حسین‌خان دنبلی(داماد ابراهیم‌خلیل خان جوانشیر) بوده و او در سال ۱۲۸۳ قمری در تهران درگذشت و در عتبات به خاک سپرده شد. وی با دختر عمه خود(فرزند مریم خانم قاجار و الله‌یار خان آصف‌الدوله) ازدواج کرد. مریم خانم قاجار خواهر بطنی محمدتقی میرزا حسام‌السلطنه و دختر پنجم فتحعلیشاه قاجار بود.[۱۲] امیرتیمور میرزا دارای پنج فرزند پسر به نام های احمد میرزا، امیرحسین میرزا، عبدالرشید میرزا، عبدالعلی میرزا و سرهنگ عبدالحسین میرزا بوده است و دخترش نیز همسر پسر عمه خود، انوشیروان میرزا ضیاءالدوله (فرزند بهمن میرزا) بود. نام خانوادگی نوادگان امیرتیمور میرزا فرازمند، نکوییان، نصرتی و گلبن است.[۱۳]
- محمد صفی میرزا، پسر هفتم، متولد شهر بروجرد و مادرش نیز دختر میرزا احمد خلیفه سلطانی بوده است.
- عالمگیر میرزا، پسر هشتم و متولد شهر بروجرد بوده است. وی که برادر بطنی ابوالفح میرزا بوده، دو فرزند پسر به نام های احمد میرزا و جهانگیر میرزا داشته است. نام خانوادگی نوادگان عالمگیر میرزا به احترام جد بزرگوارشان، عالمشاهی است.
- جلال‌الدین میرزا، پسر نهم و متولد شهر بروجرد بوده است. او که برادر بطنی ابوسعید میرزا بوده، یک فرزند پسر به نام سلطان‌محمد میرزا داشته است. نام خانوادگی نوادگان جلال‌الدین میرزا به احترام جد بزرگوارشان، حسامی است.
- سنجر میرزا، پسر دهم و متولد شهر بروجرد بوده است. او برادر بطنی ابوسعید میرزاست و اولاد پسری نداشته است.
- داراب میرزا، پسر یازدهم و متولد بروجرد بوده است.
- امیر شیخ میرزا (شیخ صفی میرزا)، پسر دوازدهم و متولد شهر بروجرد بوده است. از امیرشیخ میرزا و برادرش طهمورث میرزا در کتاب «چهل سال تاریخ ایران» به عنوان شاهزادگان دوره ناصرالدین شاه، نام برده شده است. امیرشیخ میرزا دارای چهار پسر به نام های: فتح‌الله میرزا، عبدالله میرزا (میرپنج)، اسدالله میرزا و هلاکو میرزا بوده است. یدالله میرزا (یاور فوج سیلاخور) فرزند عبدالله میرزا از شخصیت های مهم منطقه جاپلق در اواخر دوره قاجاریه بوده است. نام خانوادگی نوادگان امیرشیخ میرزا به احترام جد بزرگوارشان، حسامی است.
- اسحاق میرزا، پسر سیزدهم و متولد شهر بروجرد بوده است.
- کامران میرزا، پسر چهاردهم، متولد شهر بروجرد و برادر بطنی ابوالفتح میرزا بوده است که در سن هجده سالگی بر اثر بیماری وبا درگذشت.
- امیرحسین میرزا، پسر پانزدهم و متولد شهر اردبیل بوده است.
- ابوالحسن میرزا (حاج شیخ الرئیس قاجار)، پسر شانزدهم و متولد شهر تبریز و نماینده مردم مازندران در دوره دوم مجلس شورای ملی بوده است. وی که از مادری گرجی زاده شده، دو فرزند پسر و یک فرزند دختر به نام های: سرتیپ حسام‌الدین میرزا، بهاءالدین میرزا و فخرالملوک خانم داشته است. نام خانوادگی نوادگان ابوالحسن میرزا، شه رئیسی است.
- حبیب‌الله میرزا (سرتیپ)، پسر هفدهم و متولد شهر ساری بوده است. او رییس اداره پست و تلگراف شهر سبزوار و حاکم ساری در زمان محمد علی شاه قاجار بوده و سه فرزند پسر به نام های: عبدالله میرزا، علی‌قلی میرزا و مرتضی‌قلی میرزا داشته است. نام خانوادگی نوادگان حبیب‌الله میرزا به احترام جد بزرگوارشان، حسامی است.
- محمد هاشم میرزا (معین التولیه)، پسر هجدهم و متولد شهر تبریز که برادر بطنی ابوالحسن میرزا بوده است. وی که در زمان سلطنت ناصرالدین شاه قاجار مدتی تولیت آستان قدس رضوی را داشته است، دارای دو فرزند دختر به نام های: خانم بدرالدوله حسامی(ازدواج با سهام الملک عضدی قاجار) و خانم شکوه السلطنه حسامی(ازدواج با فرزند محمد ولی خان تنکابنیاز خاندان خلعتبری) بوده است.
- جهان‌سلطان خانم، ازدواج با پسر عموی خود شاهزاده بدیع‌الزمان میرزا صاحب‌اختیار، پسر شاهزاده محمدقلی میرزا ملک‌آرا
- ملک سلطان خانم، ازدواج با پسرعموی خود شاهزاده بهمن میرزا، پسر ولیعهد شاهزاده عباس میرزا نائب‌السلطنه
- ملک قاجار خانم، شاعر و خوشنویس
- زینب‌زیب خانم، خواهر بطنی اورنگ‌زیب میرزا
- ؟، همسر نصرالله میرزا والی، پسر محمدعلی میرزا دولتشاه[۱۲]
- ؟، همسر نجف‌قلی میرزا والی، پسر شاهزاده حسینعلی میرزا فرمانفرما

در برخی منابع تاریخی از اکبر میرزا نیز به عنوان فرزند شاهزاده محمدتقی میرزا حسام‌السلطنه نامبرده شده است.